# Колумелла
Луцій Юній Модерат Колумелла (лат. Lucius Junius Moderatus Columella; 4 —70) — письменник і агроном часів ранньої Римської імперії.

## Життєпис
Про походження немає відомостей (римські колоністи або романізовані ібери). Народився у 4 році у м. Гадіс. Здобув класичну освіту (родина Колумелли була доволі заможна). Службу розпочав у війську у 35 році служив військовим трибуном VI Залізного легіону у провінції Сирія. Згодом на цій же посаді перебував у Кілікії. У 60 році допомагав облаштовуватися ветеранам свого легіону у м. Тарент. Водночас заробив високий авторитет місцевих мешканців, за що йому встановлено статую коштом місцевого магістрату. Після завершення кар'єри перебрався до Італії. Тут біля м. Ардея (Лаціум) придбав маєток й став займатися сільським господарством.

## Творчість

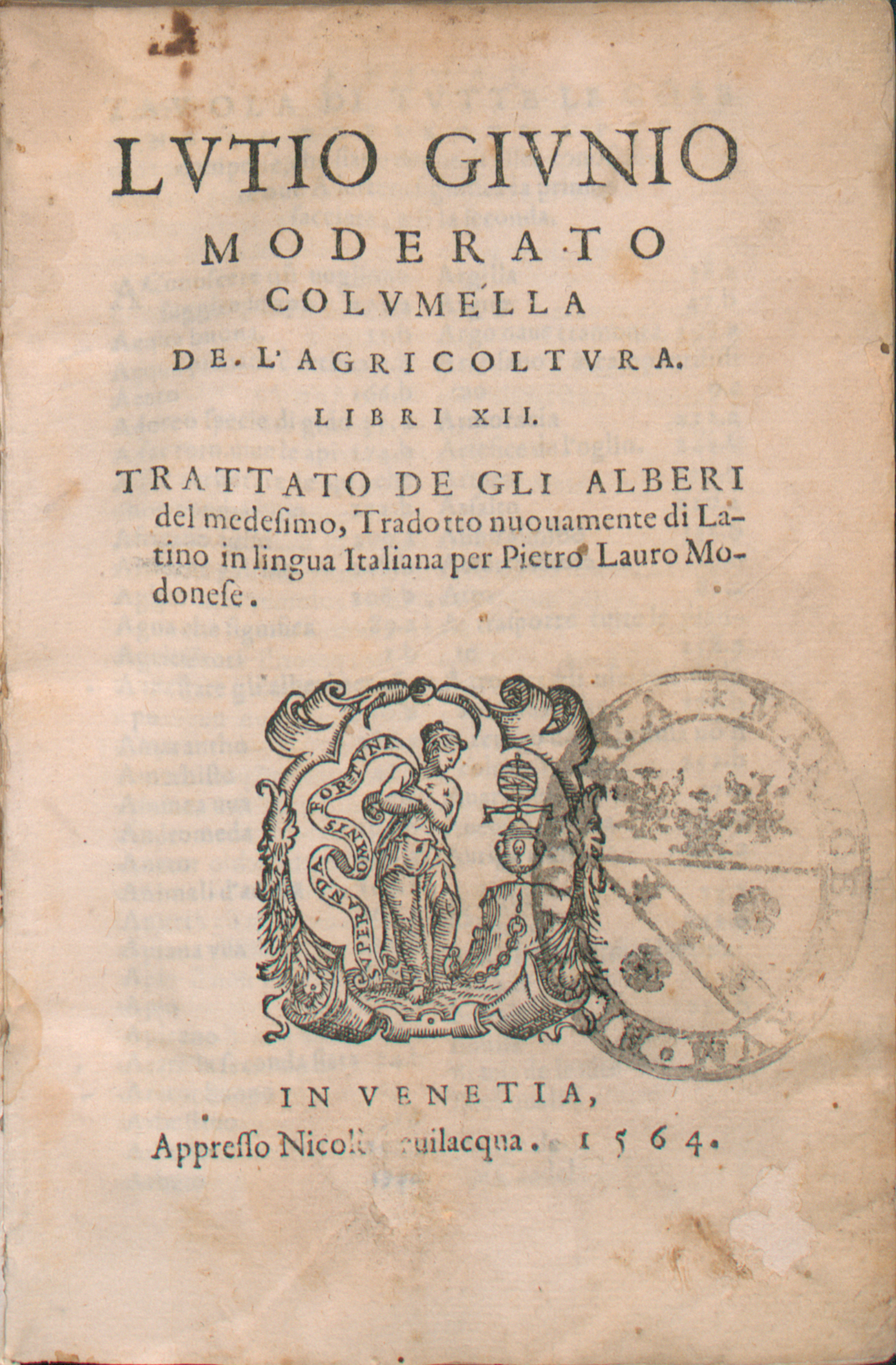
De re rustica, 1564

Був автором трактату «Про сільське господарство», над яким працював з 42 до 65 року. Загалом складається з 12 книг. Це найзначуща праця з сільського господарства поруч з творами Катона Старшого та Марка Теренція Варрона. Колумелла використовував деякі знання з праць карфагенського письменника Магона, Цельса, Гнея Тремеллія Скрофи. Втім головним чином він спирався на власний досвід, а щодо розведення худоби на досвід свого дядька Марка Юнія Колумелли, найуспішнішого господаря провінції Бетіка.
Автор виклав:
- у I книзі основні принципи господарювання;
- у II — відомості про сільськогосподарські роботи;
- у III—V — вчив, як доглядати за деревами і обробляти виноградник. В III-й книзі даний детальний огляд античного виноградарства Середземномор'я. Описані понад 50 найбільш відомих сортів винограду (за що автора вважають першим ампелографом) з вказаннямїх морфологічних особливостей і технологічної характеристики. Порушені питання біології виноградної лози, обрізки кущів, норми внесення добрив, необхідності розмнорження тільки продуктивних сортів винограду, специфіки сорторайонування та інше. Дані рекомендації по приготуванню вин[3].
- в VI—IX книзі він надав опис розведення домашньої худоби, риб і бджіл.

В інших йдеться про голубиного господарства та конструкції голуб'ятників, поводженню із рабами:
- X книга, що розповідає про садівництво, написана гекзаметрами. Вона являє собою мовби додаток до «Георгіків» Вергілія, який розвивав цю тему. Ця поетична частина мала закінчити повний виклад вчення про ведення господарства. На прохання друга Колумелла додав:
- XI книгу, в якій перерахував обов'язки господаря;
- у XII книзі — йдеться про обов'язки господині.

Відомо також про «Трактат про дерева» Колумелли, зміст якого передбачає книги III і IV пізнішого посібника. Астрономічний твір Колумелли втрачено.
Письменник був прихильником інтенсивного ведення господарства, заснованого на землеробстві. Його мова ясна і точна, стиль надзвичайно простий, без вишуканих виразів. Праця Колумелли була доволі відома та популярна у Середньовіччя.